# Російська академія музики імені Гнесіних
Росі́йська акаде́мія му́зики і́мені Гне́сіних (рос. Российская академия музыки имени Гнесиных) — вищий музично-педагогічний навчальний заклад у Москві. Заснована 1895 року. До 1993 — Державний музично-педагогічний інститут імені Гнесіних (рос. Государственный музыкально-педагогический институт имени Гнесиных).
Серед видатних випускників закладу — композитори Мікаел Тарівердієв, Тихон Хренніков, Арам Хачатурян, Ігор Ассєєв та інші.